# Talmud Jerushalmi
|  | Sammenskrivningsforslag Artiklen Talmud Jerushalmi er foreslået føjet ind i Talmud. (Siden oktober 2020) Diskutér forslaget |

Talmud Jerushalmi (eller bare Jerushalmi) er den ældre (nedskrevet mellem det 2. og 4. årh.) og mindre autoritative Talmud i forhold til Talmud Bavli. På trods af navnet er værket samlet i Galilæa, og ikke Jerusalem, da romerne på det tidspunkt havde forbudt jøderne at bo der.
| Religion | Spire Denne religionsartikel er en spire som bør udbygges. Du er velkommen til at hjælpe Wikipedia ved at udvide den. |